# Demografia da República Democrática do Congo
A demografia da República Democrática do Congo é um domínio de estudos e conhecimentos sobre as características demográficas do território deste país. A República Democrática do Congo possui uma população de 63.655.000 habitantes, segundo estimativas para 2007. Esse número pode não ser exato, pois as estimativas para este país tomam em consideração explicitamente os efeitos do excesso de mortalidade devido à SIDA (1,1 milhão de pessoas têm a doença no país, segundo estimativas para 2003), o que pode resultar em menor expectativa de vida (em 53 anos), mortalidade infantil (88,62 mortes para cada mil nascidos vivos) mais elevada e taxas de mortalidade elevadas, e as mudanças na distribuição da população por idade e sexo do que seria esperado. Nesse caso, a população pode ultrapassar os 70 milhões de habitantes, por sua taxa de crescimento populacional, que foi calculada em 3,22%, no ano de 2006. 

## Características da população

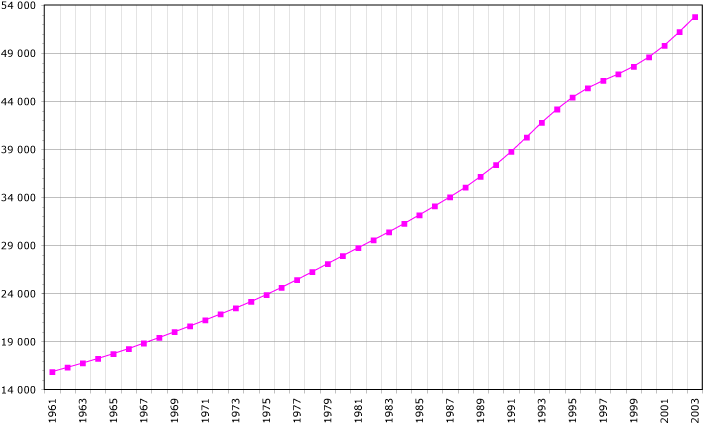
Evolução da população da República Democrática do Congo.

No país, foram aproximadamente 250 grupos étnicos identificados e nomeados, cujos mais numerosos são os Kongo, Luba, e Mongo. Além disso, existem cerca de 600.000 pigmeus no país, além de 60 mil belgas, cujos antepassados viveram à época da colonização. Da população atual, 65,5% é considerada alfabetizada enquanto apenas 30% vive em meios urbanos.
O cristianismo é a religião predominante, sendo seguido por aproximadamente 95% da população. A maioria das pessoas que seguem outras religiões é muçulmana ou segue alguma religião local. São aproximadamente 700 línguas e dialetos falados, a variedade linguística é superada tanto pelo amplo uso de intermediários e línguas como o francês, Kongo, tshiluba, suaíli, e Lingala.

## Emigração
Muitos congoleses emigram de seu país, buscando um padrão de vida melhor no exterior. O país mais procurado pelos emigrantes é a França, com aproximadamente 19 mil congoleses, Canadá, com 14.125 congoleses, e Angola, com 1 milhão de congoleses .